# Droga N985 (Holandia)
Droga prowincjonalna N985 (nid. Provinciale weg 985) – droga prowincjonalna w Holandii, w prowincji Groningen. Łączy drogę prowincjonalną N362 w Scheemda ze wsią Midwolda. Droga nosi nazwę Hoofdweg.